# Larry Holmes
Larry Holmes (* 3. November 1949 in Cuthbert, Georgia, USA) ist ein ehemaliger US-amerikanischer Boxer. Er gilt als einer der besten Schwergewichtsboxer und als der beste Jabber aller Zeiten.

## Amateurkarriere
Larry Holmes begann seine Amateurkarriere im Alter von 19 Jahren. In seinem 22. Kampf, 1972, traf er in der Olympiaausscheidung auf Duane Bobick. Bobick schlug Holmes in der ersten Runde mit einer harten rechten Hand zu Boden, Holmes kam wieder hoch, erholte sich und landete einige gute Jabs. In der zweiten Runde landete Bobick mehrere harte Hände, konnte Holmes aber nicht zu Boden schlagen, Holmes klammerte und wurde vom Ringrichter deswegen zweimal ermahnt. In der dritten Runde konnte Bobick erneut harte Hände ins Ziel bringen, Holmes klammerte erneut und wurde schließlich wegen Klammerns disqualifiziert.
Seine Bilanz war 18-3.

## Profikarriere
Holmes gab am 21. März 1973 seinen Debütkampf im Profiboxen. Da er überwiegend in Easton, Pennsylvania lebte, erhielt er den Spitznamen The Easton Assassin. Der erste Weltklassemann, den er schlagen konnte, war Roy Williams, der zu den damals gefürchtetsten Schwergewichtlern der Szene gehörte und gegen den die Elite der Schwergewichtler wegen dessen riesiger Schlagkraft nur sehr ungern antraten. Er schlug Williams hoch nach Punkten. Schon in dieser Zeit war sein Jab berühmt. Seinen ersten bedeutenden Erfolg errang er im März 1978 mit einem hohen Punktsieg über den harten Puncher Earnie Shavers, wodurch er das Recht erlangte, um die WBC-Weltmeisterschaft zu kämpfen. Am 9. Juni 1978 gewann er diesen Titel in einem der spektakulärsten Kämpfe der Boxgeschichte durch einen knappen Punktsieg gegen Ken Norton. In der Folgezeit verteidigte er diesen Titel sechzehn Mal erfolgreich, unter anderem gegen (den allerdings schon fast 40-jährigen) Muhammad Ali, abermals gegen Earnie Shavers (den er diesmal in der 11. Runde durch K. o. bezwang), Leon Spinks, Ossie Ocasio (Bilanz 13-0), Gerry Cooney (Bilanz 25-0), Leroy Jones (Bilanz 24-0), diesem fügte er seine erste und einzige Niederlage zu, Trevor Berbick, Renaldo Snipes (Bilanz 22-0), Mike Weaver, Tim Witherspoon (Bilanz 15-0), Scott Frank (Bilanz 20-0), diesem fügte er seine erste und einzige Niederlage zu, und Marvis Frazier (Bilanz 10-0). 1983 legte Holmes seinen WBC-Titel freiwillig nieder, um den Weltmeistertitel der neu gegründeten IBF kampflos anzunehmen.
Holmes verteidigte den IBF-Gürtel gegen James Smith, David Bey (Bilanz 14-0) und Carl Williams (Bilanz 16-0), bevor er am 21. September 1985 überraschend vom ebenfalls unbesiegten Michael Spinks knapp nach Punkten geschlagen wurde. Spinks, welcher bis dato im Halbschwergewicht geboxt hatte und dort unumschränkter Champion gewesen war, fügte Holmes nach 48 Siegen nicht nur dessen erste Niederlage zu, sondern verhinderte gleichzeitig, dass dieser den Rekord von Rocky Marciano einstellte, nach 49 Kämpfen siegreich abtreten zu können. Einige Journalisten vermuteten daher, dass durch das umstrittene Punkturteil zugunsten Spinks die Egalisierung von Marcianos Rekord verhindert werden sollte. Nachdem Holmes auch die Revanche gegen Spinks knapp nach Punkten verloren hatte, erklärte er seinen Rücktritt vom aktiven Boxsport.
Holmes versuchte danach mehrmals ein Comeback, wurde aber nicht mehr Weltmeister. Am 22. Januar 1988 unterlag er dem neuen Weltmeister Mike Tyson durch K. o. in Runde vier klar; dies blieb die einzige K.-o.-Niederlage in seiner fast 30-jährigen Profikarriere.
Im Juni 1992 unternahm Holmes, nunmehr 42-jährig, einen erneuten Versuch, den WM-Titel zurückzuerobern, und unterlag Evander Holyfield nach Punkten. Zuvor hatte er sich gegen Ray Mercer (Bilanz 18-0) durchgesetzt, was ihm vorher wegen seines Alters kaum einer zugetraut hatte. Ray Mercer war auch der letzte Weltklasseboxer, den Holmes schlagen konnte. Seinen letzten Titelkampf verlor Holmes im April 1995 knapp nach Punkten gegen den WBC-Titelträger Oliver McCall, der überraschend Lennox Lewis besiegt hatte. 1997 verlor Holmes umstritten durch nicht einstimmige Entscheidung gegen den bis zu diesem Zeitpunkt ungeschlagenen Dänen Brian Nielsen.
1999 war ein Kampf gegen den ein knappes Jahr älteren George Foreman geplant, welcher 1994 ein Comeback als Weltmeister geschafft hatte. Foreman sagte diesen Kampf jedoch (angeblich auf Druck seiner Ehefrau) ab. Larry Holmes bestritt noch Kämpfe um den sogenannten Legends-of-boxing-Schwergewichtstitel, unter anderem gegen seine früheren WM-Gegner James Smith und Mike Weaver, die er abermals bezwang.
Seinen letzten Boxkampf trug Holmes am 27. Juli 2002 im Alter von 52 Jahren gegen „Butterbean“ Eric Esch aus, den er über zehn Runden nach Punkten besiegte. Holmes hatte zuvor dem Drei-Zentner-Mann, welcher den ominösen Titel „Superschwergewichtsweltmeister“ hielt, die sportliche Reputation abgesprochen und ihn als „Zirkusnummer“ bezeichnet. Esch soll sich davon derart beleidigt gefühlt haben, dass er Holmes zum Kampf herausforderte. In diesem stand er allerdings gegen den Ex-Weltmeister auf verlorenem Posten; nur in der letzten Runde geriet Holmes in Bedrängnis und wurde angezählt, obwohl er weder getroffen wurde noch zu Boden ging, sondern lediglich sein Gleichgewicht verloren hatte.
2008 fand Holmes Aufnahme in die International Boxing Hall of Fame.

## Liste der Profikämpfe
| 69 Siege (44 K.-o.-Siege), 6 Niederlagen, 0 Unentschieden |               |                                                                 |                                                               |                                                     |
| Jahr                                                      | Tag           | Ort                                                             | Gegner                                                        | Ergebnis für Holmes                                 |
| 1973                                                      | 21. März      | Catholic Youth Center, Scranton, Pennsylvania, USA              | Rodell Dupree                                                 | Punktsieg (einstimmig) / 4 Runden                   |
| 1973                                                      | 2. Mai        | Catholic Youth Center, Scranton, Pennsylvania, USA              | Art Savage                                                    | Sieg / TKO 3. Runde                                 |
| 1973                                                      | 20. Juni      | Catholic Youth Center, Scranton, Pennsylvania, USA              | Curtis Whitner                                                | Sieg / TKO 1. Runde                                 |
| 1973                                                      | 22. August    | Catholic Youth Center, Scranton, Pennsylvania, USA              | Don Branch                                                    | Punktsieg (einstimmig) / 6 Runden                   |
| 1973                                                      | 10. September | Madison Square Garden, New York City, New York, USA             | Bob Bozic                                                     | Punktsieg / 6 Runden                                |
| 1973                                                      | 14. November  | Catholic Youth Center, Scranton, Pennsylvania, USA              | Jerry Judge                                                   | Punktsieg (einstimmig) / 6 Runden                   |
| 1973                                                      | 28. November  | Cleveland Arena, Cleveland, Ohio, USA                           | Kevin Isaac                                                   | Sieg / TKO 3. Runde                                 |
| 1974                                                      | 24. April     | Catholic Youth Center, Scranton, Pennsylvania, USA              | Howard Darlington                                             | Sieg / TKO 4. Runde                                 |
| 1974                                                      | 29. Mai       | Catholic Youth Center, Scranton, Pennsylvania, USA              | Bob Mashburn                                                  | Sieg / TKO 7. Runde                                 |
| 1974                                                      | 11. Dezember  | Catholic Youth Center, Scranton, Pennsylvania, USA              | Joe Hathaway                                                  | Sieg / TKO 1. Runde                                 |
| 1975                                                      | 24. März      | Richfield Coliseum, Richfield, Ohio, USA                        | Charley Green                                                 | Sieg / KO 1. Runde                                  |
| 1975                                                      | 9. April      | Honolulu International Center, Honolulu, Hawaii, USA            | Oliver Wright                                                 | Sieg / TKO 3. Runde                                 |
| 1975                                                      | 26. April     | Maple Leaf Gardens, Toronto, Hawaii, Ontario, Kanada            | Robert Yarborough                                             | Sieg / KO 4. Runde                                  |
| 1975                                                      | 16. Mai       | Las Vegas Convention Center, Las Vegas, Nevada, USA             | Ernie Smith                                                   | Sieg / Aufgabe 3. Runde                             |
| 1975                                                      | 16. August    | Catholic Youth Center, Scranton, Pennsylvania, USA              | Obie English                                                  | Sieg / TKO 7. Runde                                 |
| 1975                                                      | 26. August    | Honolulu, Hawaii, USA                                           | Charlie James                                                 | Punktsieg (einstimmig) / 10 Runden                  |
| 1975                                                      | 1. Oktober    | Araneta Coliseum, Quezon City, Philippinen                      | Rodney Bobick                                                 | Sieg / TKO 6. Runde                                 |
| 1975                                                      | 9. Dezember   | D.C. Armory, Washington, D.C., USA                              | Leon Shaw                                                     | Sieg / KO 1. Runde                                  |
| 1975                                                      | 20. Dezember  | Roberto Clemente Coliseum, San Juan, Puerto Rico                | Billy Joiner                                                  | Sieg / TKO 3. Runde                                 |
| 1976                                                      | 29. Januar    | Kirby Sports Center, Easton, Pennsylvania, USA                  | Joe Gholston                                                  | Sieg / TKO 8. Runde                                 |
| 1976                                                      | 5. April      | Capital Centre, Landover, Maryland, USA                         | Fred Askew                                                    | Sieg / TKO 2. Runde                                 |
| 1976                                                      | 30. April     | Capital Centre, Landover, Maryland, USA                         | Roy Williams                                                  | Punktsieg (einstimmig) / 10 Runden                  |
| 1977                                                      | 16. Januar    | An Bord der Lexington, Pensacola, Florida, USA                  | Tom Prater                                                    | Punktsieg (einstimmig) / 8 Runden                   |
| 1977                                                      | 17. März      | Roberto Clemente Coliseum, San Juan, Puerto Rico                | Horace Robinson                                               | Sieg / TKO 5. Runde                                 |
| 1977                                                      | 14. September | Caesars Palace, Las Vegas, Nevada, USA                          | Fred Houpe                                                    | Sieg / TKO 7. Runde                                 |
| 1977                                                      | 5. November   | Caesars Palace, Las Vegas, Nevada, USA                          | Ibar Arrington                                                | Sieg / TKO 10. Runde                                |
| 1978                                                      | 25. März      | Caesars Palace, Las Vegas, Nevada, USA                          | Earnie Shavers                                                | Punktsieg (einstimmig) / 12 Runden                  |
| 1978                                                      | 9. Juni       | Caesars Palace, Las Vegas, Nevada, USA                          | Ken Norton WBC-Schwergewicht-Weltmeisterschaft                | Punktsieg (geteilte Entscheidung) / 15 Runden       |
| 1978                                                      | 10. November  | Caesars Palace, Las Vegas, Nevada, USA                          | Alfredo Evangelista WBC-Schwergewicht-Titelverteidigung       | Sieg / KO 7. Runde                                  |
| 1979                                                      | 23. März      | Las Vegas Hilton, Las Vegas, Nevada, USA                        | Ossie Ocasio WBC-Schwergewicht-Titelverteidigung              | Sieg / TKO 7. Runde                                 |
| 1979                                                      | 22. Juni      | Madison Square Garden, New York City, New York, USA             | Mike Weaver WBC-Schwergewicht-Titelverteidigung               | Sieg / TKO 12. Runde                                |
| 1979                                                      | 28. September | Caesars Palace, Las Vegas, Nevada, USA                          | Earnie Shavers WBC-Schwergewicht-Titelverteidigung            | Sieg / TKO 11. Runde                                |
| 1980                                                      | 3. Februar    | Caesars Palace, Las Vegas, Nevada, USA                          | Lorenzo Zanon WBC-Schwergewicht-Titelverteidigung             | Sieg / KO 6. Runde                                  |
| 1980                                                      | 31. März      | Caesars Palace, Las Vegas, Nevada, USA                          | Leroy Jones WBC-Schwergewicht-Titelverteidigung               | Sieg / TKO 8. Runde                                 |
| 1980                                                      | 7. Juli       | Metropolitan Sports Center, Bloomington, Minnesota, USA         | Scott LeDoux WBC-Schwergewicht-Titelverteidigung              | Sieg / TKO 7. Runde                                 |
| 1980                                                      | 2. Oktober    | Caesars Palace, Las Vegas, Nevada, USA                          | Muhammad Ali WBC-Schwergewicht-Titelverteidigung              | Sieg / Aufgabe 10. Runde                            |
| 1981                                                      | 11. April     | Caesars Palace, Las Vegas, Nevada, USA                          | Trevor Berbick WBC-Schwergewicht-Titelverteidigung            | Punktsieg (einstimmig) / 15 Runden                  |
| 1981                                                      | 12. Juni      | Joe Louis Arena, Detroit, Michigan, USA                         | Leon Spinks WBC-Schwergewicht-Titelverteidigung               | Sieg / TKO 3. Runde                                 |
| 1981                                                      | 6. November   | Civic Arena, Pittsburgh, Pennsylvania, USA                      | Renaldo Snipes WBC-Schwergewicht-Titelverteidigung            | Sieg / TKO 11. Runde                                |
| 1982                                                      | 11. Juni      | Caesars Palace, Las Vegas, Nevada, USA                          | Gerry Cooney WBC-Schwergewicht-Titelverteidigung              | Sieg / TKO 13. Runde                                |
| 1982                                                      | 26. November  | NRG Astrodome, Houston, Texas, USA                              | Randall Cobb WBC-Schwergewicht-Titelverteidigung              | Punktsieg (einstimmig) / 15 Runden                  |
| 1983                                                      | 27. März      | Watres Armory, Scranton, Pennsylvania, USA                      | Lucien Rodriguez WBC-Schwergewicht-Titelverteidigung          | Punktsieg (einstimmig) / 12 Runden                  |
| 1983                                                      | 20. Mai       | The Dunes, Las Vegas, Nevada, USA                               | Tim Witherspoon WBC-Schwergewicht-Titelverteidigung           | Punktsieg (geteilte Entscheidung) / 12 Runden       |
| 1983                                                      | 10. September | Harrah's Marina Hotel Casino, Atlantic City, New Jersey, USA    | Scott Frank WBC-Schwergewicht-Titelverteidigung               | Sieg / TKO 5. Runde                                 |
| 1983                                                      | 25. November  | Caesars Palace, Las Vegas, Nevada, USA                          | Marvis Frazier                                                | Sieg / TKO 1. Runde                                 |
| 1984                                                      | 9. November   | Riviera Las Vegas, Las Vegas, Nevada, USA                       | James Smith IBF-Schwergewicht-Titelverteidigung               | Sieg / TKO 12. Runde                                |
| 1985                                                      | 15. März      | Riviera Las Vegas, Las Vegas, Nevada, USA                       | David Bey IBF-Schwergewicht-Titelverteidigung                 | Sieg / TKO 10. Runde                                |
| 1985                                                      | 20. Mai       | Lawlor Events Center, Reno, Nevada, USA                         | Carl Williams IBF-Schwergewicht-Titelverteidigung             | Punktsieg (einstimmig) / 15 Runden                  |
| 1985                                                      | 21. September | Riviera Las Vegas, Las Vegas, Nevada, USA                       | Michael Spinks IBF-Schwergewicht-Titelverteidigung            | Punktniederlage (einstimmig) / 15 Runden            |
| 1986                                                      | 19. April     | Las Vegas Hilton, Las Vegas, Nevada, USA                        | Michael Spinks IBF-Schwergewicht-Weltmeisterschaft            | Punktniederlage (geteilte Entscheidung) / 15 Runden |
| 1988                                                      | 22. Januar    | Las Vegas Convention Center, Las Vegas, Nevada, USA             | Mike Tyson IBF/WBA/WBC-Schwergewicht-Weltmeisterschaft        | Niederlage / TKO 4. Runde                           |
| 1991                                                      | 7. April      | Diplomat Hotel, Hollywood, Florida, USA                         | Tim Anderson                                                  | Sieg / TKO 1. Runde                                 |
| 1991                                                      | 13. August    | Hyatt Regency, Tampa, Florida, USA                              | Eddie Gonzales                                                | Punktsieg (einstimmig) / 10 Runden                  |
| 1991                                                      | 24. August    | Neal S. Blaisdell Center, Honolulu, Hawaii, USA                 | Michael Greer                                                 | Sieg / KO 4. Runde                                  |
| 1991                                                      | 17. September | Marriott's Orlando World Center, Orlando, Florida, USA          | Art Card                                                      | Punktsieg (einstimmig) / 10 Runden                  |
| 1991                                                      | 12. November  | Coliseum, Jacksonville, Florida, USA                            | Jamie Howe                                                    | Sieg / TKO 1. Runde                                 |
| 1992                                                      | 7. Februar    | Atlantic City Convention Center, Atlantic City, New Jersey, USA | Ray Mercer                                                    | Punktsieg (einstimmig) / 12 Runden                  |
| 1992                                                      | 19. Juni      | Caesars Palace, Las Vegas, Nevada, USA                          | Evander Holyfield IBF/WBA/WBC-Schwergewicht-Weltmeisterschaft | Punktniederlage (einstimmig) / 12 Runden            |
| 1993                                                      | 5. Januar     | Mississippi Coast Coliseum, Biloxi, Mississippi, USA            | Everett Martin                                                | Punktsieg (einstimmig) / 10 Runden                  |
| 1993                                                      | 9. März       | Casino Magic, Bay St. Louis, Mississippi, USA                   | Rocky Pepeli                                                  | Sieg / TKO 4. Runde                                 |
| 1993                                                      | 13. April     | Casino Magic, Bay St. Louis, Mississippi, USA                   | Ken Lakusta                                                   | Sieg / TKO 8. Runde                                 |
| 1993                                                      | 18. Mai       | Casino Magic, Bay St. Louis, Mississippi, USA                   | Paul Poirier                                                  | Sieg / TKO 7. Runde                                 |
| 1993                                                      | 28. September | Casino Magic, Bay St. Louis, Mississippi, USA                   | Jose Ribalta                                                  | Punktsieg (einstimmig) / 10 Runden                  |
| 1994                                                      | 8. März       | Foxwoods Resort Casino, Mashantucket, Connecticut, USA          | Garing Lane                                                   | Punktsieg (einstimmig) / 10 Runden                  |
| 1994                                                      | 9. August     | Mystic Lake Casino, Shakopee, Minnesota, USA                    | Jesse Ferguson                                                | Punktsieg (einstimmig) / 10 Runden                  |
| 1995                                                      | 8. April      | Caesars Palace, Las Vegas, Nevada, USA                          | Oliver McCall WBC-Schwergewicht-Weltmeisterschaft             | Punktniederlage (einstimmig) / 12 Runden            |
| 1995                                                      | 19. September | Casino Magic, Bay St. Louis, Mississippi, USA                   | Ed Donaldson                                                  | Punktsieg (einstimmig) / 10 Runden                  |
| 1996                                                      | 9. Januar     | Casino Magic, Bay St. Louis, Mississippi, USA                   | Curtis Sheppard                                               | Sieg / KO 4. Runde                                  |
| 1996                                                      | 16. April     | Casino Magic, Bay St. Louis, Mississippi, USA                   | Quinn Navarre                                                 | Punktsieg (einstimmig) / 10 Runden                  |
| 1996                                                      | 16. Juni      | Casino Magic, Bay St. Louis, Mississippi, USA                   | Tony Willis                                                   | Sieg / KO 8. Runde                                  |
| 1997                                                      | 24. Januar    | Brøndby Hallen, Brøndby Kommune, Dänemark                       | Brian Nielsen IBO-Schwergewicht-Weltmeisterschaft             | Punktniederlage (geteilte Entscheidung) / 12 Runden |
| 1997                                                      | 29. Juli      | Madison Square Garden, New York City, New York, USA             | Maurice Harris                                                | Punktsieg (geteilte Entscheidung) / 10 Runden       |
| 1999                                                      | 18. Juni      | Crown Coliseum, Fayetteville, North Carolina, USA               | James Smith                                                   | Sieg / TKO 8. Runde                                 |
| 2000                                                      | 17. November  | Mississippi Coast Coliseum, Biloxi, Mississippi, USA            | Mike Weaver                                                   | Sieg / TKO 6. Runde                                 |
| 2002                                                      | 27. Juli      | Norfolk Scope, Norfolk, Virginia, USA                           | Eric Esch                                                     | Punktsieg (einstimmig) / 10 Runden                  |
| Quelle: Larry Holmes in der BoxRec-Datenbank              |               |                                                                 |                                                               |                                                     |